# 豊平駅
豊平駅（とよひらえき）は、かつて北海道札幌市豊平区にあった定山渓鉄道線の駅である。
なお本項では、近接して位置していた札幌市電豊平線の豊平駅前停留場（とよひらえきまえていりゅうじょう：後の豊平八丁目停留場）についても記述する。

## 概要
定山渓鉄道（後のじょうてつ）本社に併設され、国鉄札幌駅・同東札幌駅と共に札幌における同社のターミナル駅として機能していた。北海道鉄道東札幌駅・苗穂駅までを直流電化し、1931年（昭和6年）7月25日から自社の電車で乗り入れを開始、1957年（昭和32年）8月12日以降は乗り入れ用に新製した自社の気動車で国鉄千歳線（前述と同経路。1943年（昭和18年）8月1日に戦時買収済。）を経由し、札幌駅まで乗り入れを行なっていた。この気動車は、自社線内を付随車扱いで電車と併結、豊平 - 札幌を定鉄気動車単独、または東札幌 - 札幌を千歳線気動車列車に併結という形で運転されていた。1969年（昭和44年）の廃止当時は約半数の列車がここを市街側の発着駅としており、残る列車は国鉄線への直通気動車で、ここで電車との併結解放を行っていた。
1918年（大正7年）の開業時には現在の東光ストア豊平店があるところに初代駅舎が置かれていた。木の椅子が置かれた一般用と布張りの椅子が設置された貴賓用の、2種類の待合室があった。
廃止時には相対式ホーム2面2線の配線で、北側ホームに隣接して、同線の電化に合わせ1929年（昭和4年）に建てられた2代目駅舎が置かれていた。
2代目豊平駅の東側には国道36号を横切る第1種乙踏切（手動踏切）があった。国道にはすすきのから札幌市電豊平線（1929年（昭和4年）開業、1971年（昭和46年）廃止）が伸びており、国鉄乗り入れとは別ルートで札幌市街へ連絡していた。起終点となる市電の停留場（「豊平駅前」）は当初国道上に設置され、その後駅前広場に引き込み線を設けて発着していたが、国道の混雑が激しくなったことから再び国道上に移設、階段で横断歩道橋に直結した停留所となった。定山渓鉄道廃止後は「豊平8丁目」に改称している。

## 歴史
- 1918年（大正7年）10月18日：定山渓鉄道の豊平駅開設。
- 1929年（昭和4年）
  - 10月20日：札幌市電豊平線（元・南4条線）の平岸街道（後の豊平5丁目）- 豊平駅前が単線で延伸開業、豊平駅前停留場を国道36号上に開設。
  - 10月25日：定山渓鉄道線電化。同時に国道36号脇に新駅舎（2代目）移転開業。
- 1950年（昭和25年）12月1日：札幌市電の豊平駅前停留場を移設。国道から右折し、駅舎正面に引き込む形に延伸。
- 1953年（昭和28年）7月7日：駅舎改築。本社新社屋完成。
- 1954年（昭和29年）6月：札幌市電豊平駅前が全線複線化（国道から豊平駅前広場の間のみ単線）。
- 1958年（昭和33年）6月：駅舎を再改築[2]。
- 1966年（昭和41年）10月1日：札幌市電の豊平駅前停留場を、再度国道36号上に移設。
- 1969年（昭和44年）11月1日：定山渓鉄道線廃止に伴い、豊平駅廃駅。
- 1971年（昭和46年）10月1日：札幌市電豊平線廃止に伴い、豊平8丁目停留場廃止。
- 2005年（平成17年）9月：駅舎解体。

## 跡地
2代目駅舎と駅舎側ホームは廃止後も残存し、じょうてつ不動産部の事務所として活用され、さっぽろ・ふるさと文化百選のNo.70に選定されていたが、老朽化のため2005年（平成17年）に解体された。現在は同不動産のマンションが建てられている。駅舎に使われていた札幌軟石の一部がじょうてつバス「定山渓車庫前」のバス待合所に再活用されている。
かつて月寒東2条1丁目7に存在していた北部軍防空作戦室から豊平駅までの秘密地下道が1943年（昭和18年）ごろに掘られていた。この地下道は1999年（平成11年）7月の時点でも残っていることが自衛隊幹部によって証言されているが、ガス崩落のため立入ることはできない。
市電の停留所に接続していた歩道橋（豊平歩道橋）は1967年（昭和42年）3月に完成したもので、2015年（平成27年）10月までは札幌市内最古の歩道橋として残っていたが、同年11月1日に解体された。1971年（昭和46年）10月に市電豊平線が廃止になった後、停留所に下りる階段は取り外されたが、橋中央のリベット近辺にかすかな痕跡を確認することができた。

## ギャラリー

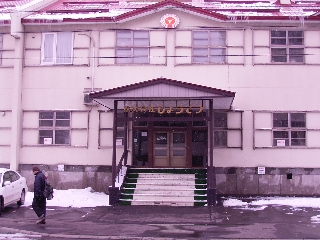
旧・じょうてつ本社社屋。この左側に旧・豊平駅の駅舎があった。
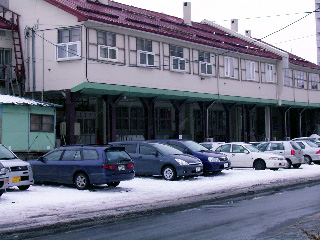
旧・じょうてつ本社社屋裏側のホーム跡。往時の面影が色濃く残っていた。
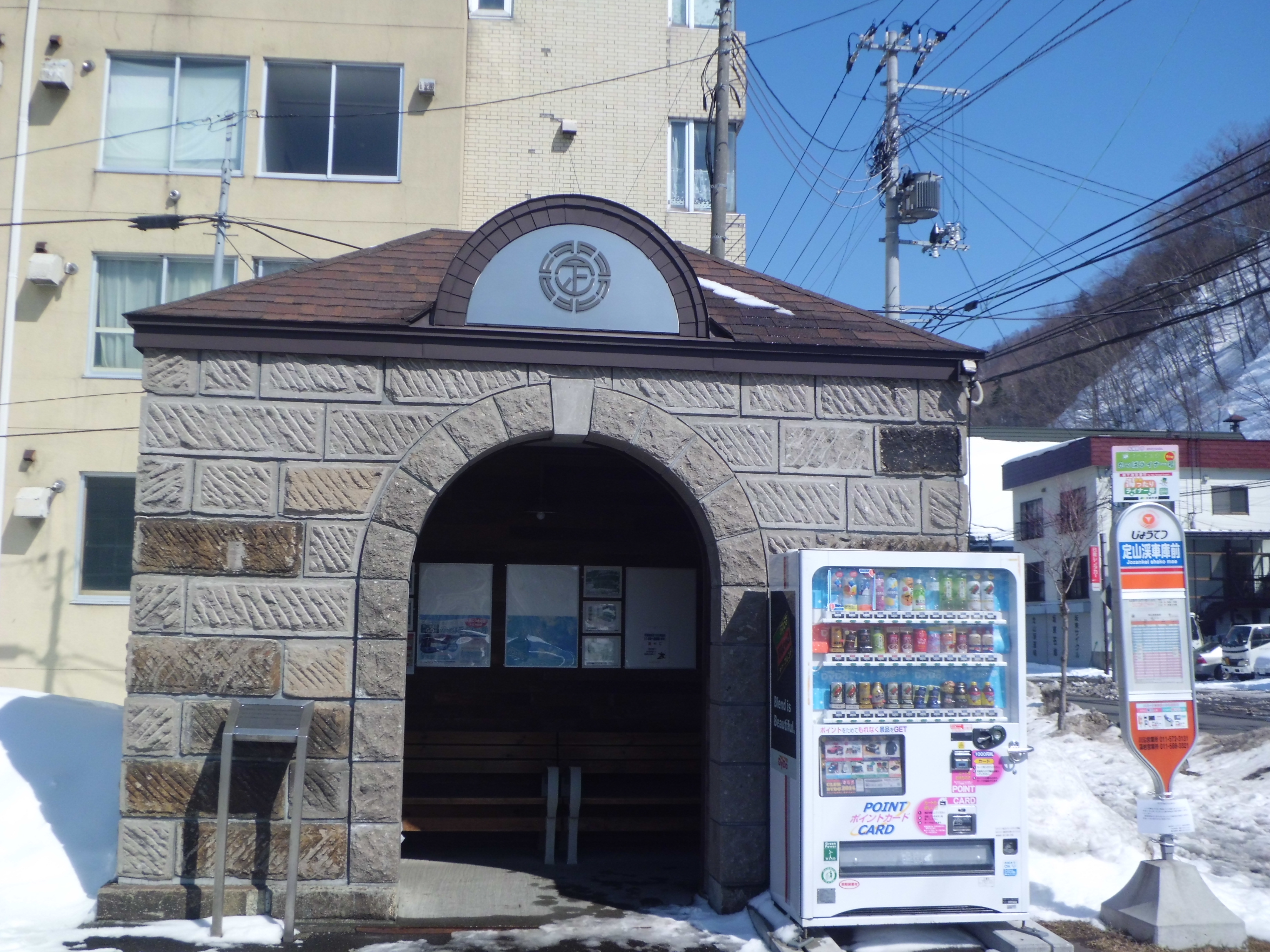
じょうてつバス停 定山渓車庫前
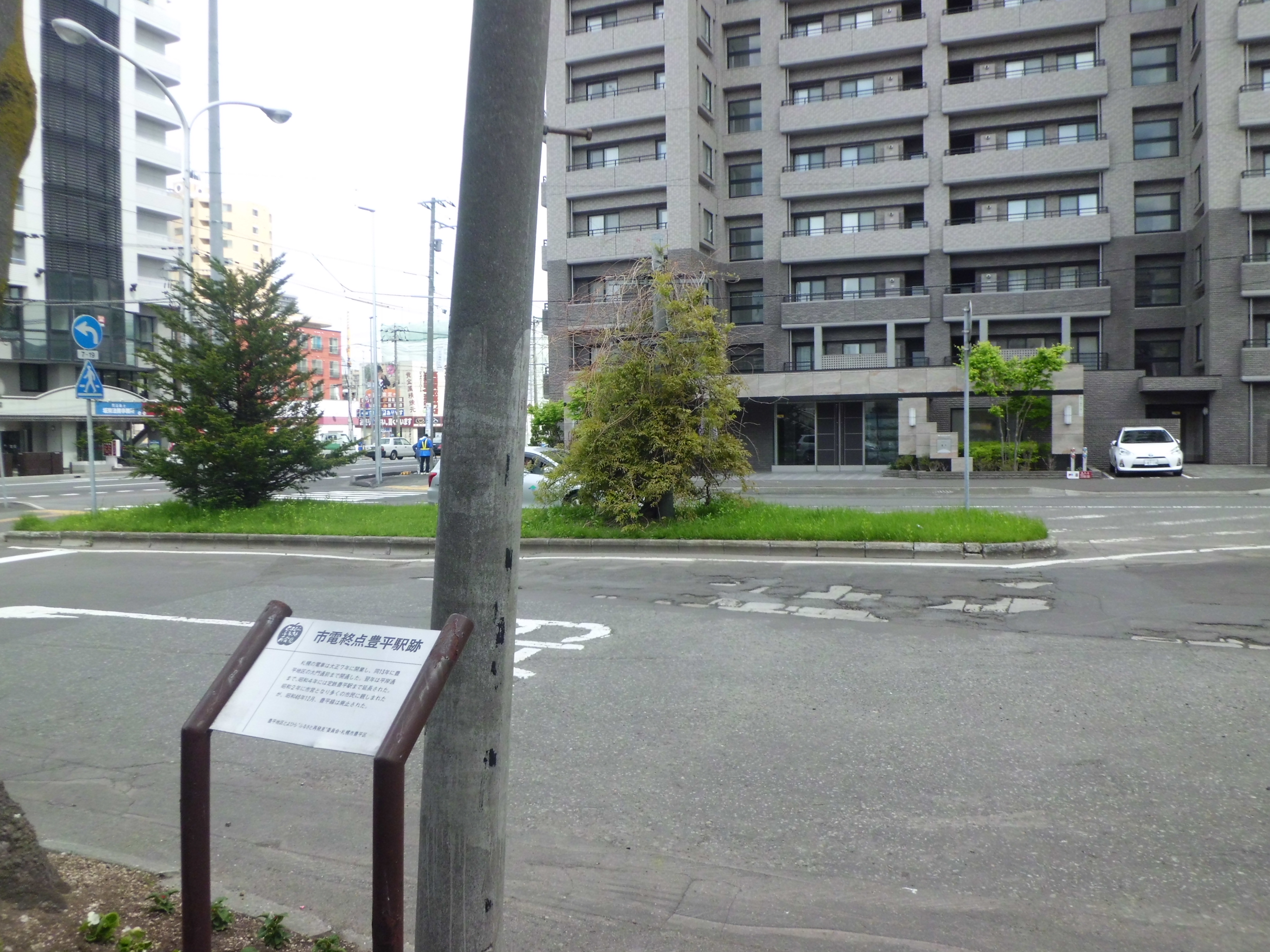
市電終点豊平駅跡
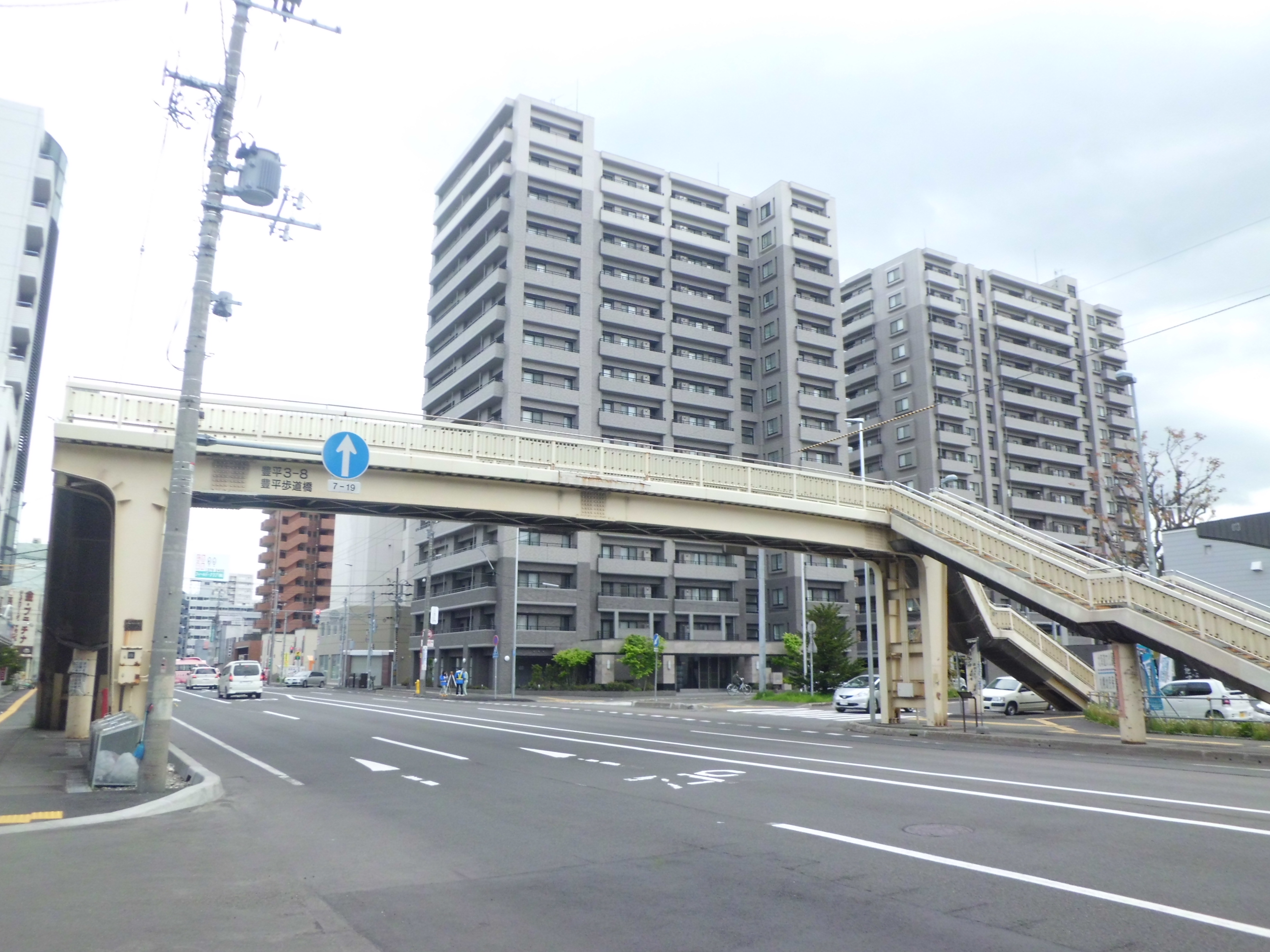
豊平歩道橋

## 隣の駅
定山渓鉄道
定山渓鉄道線
東札幌駅 - 豊平駅 - 澄川駅
札幌市電
豊平線
豊平五丁目停留場 - 豊平駅前（豊平八丁目）停留場